# Ligne Caraquet
Pour les articles homonymes, voir Caraquet (homonymie).
La ligne Caraquet ou subdivision Caraquet était une ligne de chemin de fer du Nouveau-Brunswick. Elle a été inaugurée en 1887, peu à peu abandonnée dans la seconde moitié du XXe siècle et complètement démantelée entre 1989 et 2005. Elle reliait différentes villes de la Péninsule acadienne, comme Caraquet, Tracadie-Sheila et Shippagan, à la ligne principale du chemin de fer Intercolonial, au sud de la ville de Bathurst. Elle devait à l'origine être une partie du chemin de fer Intercolonial, permettant aux voyageurs venant du Québec et de l'Ontario de prendre un paquebot à un hypothétique port situé à Pokesudie. Une réouverture de la ligne est projetée.

## Histoire

### Projet
La Caraquet & Gulf Shore Railway Company était un chemin de fer reliant différentes villes du comté de Gloucester, au Nouveau-Brunswick, à la ville de Bathurst. La compagnie fut achetée par le Canadien national en 1920.
La résolution # 68 de la Conférence de Québec prévoyait le parachèvement du chemin de fer Intercolonial, entre le Québec et les Provinces maritimes. Ce chemin de fer était en quelque sorte un compromis que le Nouveau-brunswick et la Nouvelle-Écosse acceptent d'entrer dans la Confédération canadienne. La même année, l'ingénieur Sanford Fleming proposa  de construire le terminus soit à Miramichi, soit à Pokesudie. D’après lui, ces endroits étaient meilleurs qu’Halifax pour accueillir les paquebots transatlantiques. Il répéta sa demande dans son rapport final, en 1865.
En 1867, c'est la Confédération canadienne. La clause 145 de la proclamation stipulait que la construction de l'Intercolonial devait être effectuée dans les plus brefs délais. Il y eut alors plusieurs campagnes entreprises dans la province pour promouvoir tel ou tel tracé. Les travaux de construction commencèrent en 1868. Au lieu de longer la baie des Chaleurs après Bathurst pour se rendre à Pokesudie comme l'avait proposé Fleming, la décision fut prise en mars de faire obliquer le tracé vers le sud, passant par Miramichi et Moncton, avant de rejoindre la ligne existante à Truro. Halifax allait donc devenir le terminus de cette ligne, et quelqu'un d'autre allait devoir construire les 60 miles proposés par Fleming.
Au printemps 1864, l'Assemblée législative du Nouveau-Brunswick avait voté la Railway Facilty Act, qui donnait 10 000 dollars par mille de chemin de fer construit.
En 1871, un groupe d'homme d'affaires du comté de Gloucester demandant une charte auprès du gouvernement fédéral pour une compagnie du nom de Caraquet Railway Company. La charte fut accordée le 8 avril 1874. La ligne ne fut pas construite et la charte réactivée en 1878 et en 1882.
En 1882, les directeurs de la compagnie sont Kennedy Francis Burns, G. Duncan, Jacob White et C. Sutherland, de Bathurst, Willima Welch de Pokemouche, Joseph Poirier de Grande-Anse et Thomas Ahier de Shippagan. Le siège-social était situé à Bathurst.
Burns gagna les élections fédérales contre Onésiphore Turgeon le 20 juin 1882. Maintenant député de Gloucester, Burns pouvait avoir une subvention du gouvernement fédéral en plus de celle du gouvernement provincial.
Dans le premier rapport présenté à Ottawa, le tracé du chemin de fer est le même que celui proposé par Fleming. La seule différence est que le tracé est dévié de six milles vers le sud pour pouvoir atteindre Burnsville, où le président K. F. Burns possède magasins et usines. Les travaux débutent officiellement le 7 août 1884. Le contrat de construction est accordé à la K. F. Burn Company, député et président du chemin de fer. 
Burns décida de dévier une autre fois le tracé vers Shippagan au lieu de Pokesudie. En effet, cela allait plaire aux électeurs, plus nombreux dans cette région, et à Thomas Ahier, membre du conseil d'administration et gérant de la Wm. Fruing Co. de Pointe-Alexandre.
Robert Young, marchand influent de Caraquet, acheta les terres de la Pointe-à-Marcel, à Pokesudie, en prévision de la construction du chemin de fer. Ce dernier était aussi à l'époque le président du conseil législatif du Nouveau-Brunswick. Après la nouvelle de la déviation du tracé, celui-ci fit circuler une pétition dans la région concernant le fait que plusieurs propriétaires terriens n'ont pas été dédommagés. Il demande l'aide de Joseph Trudel, curé de Shippagan, pour avoir plus d'argent. Le conseil législatif du Nouveau-Brunswick crée un comité. Il convient que la compagnie doit dédommager. Elle s'engage à le faire mais finit par ignorer la décision.

### Le Caraquet Flyer

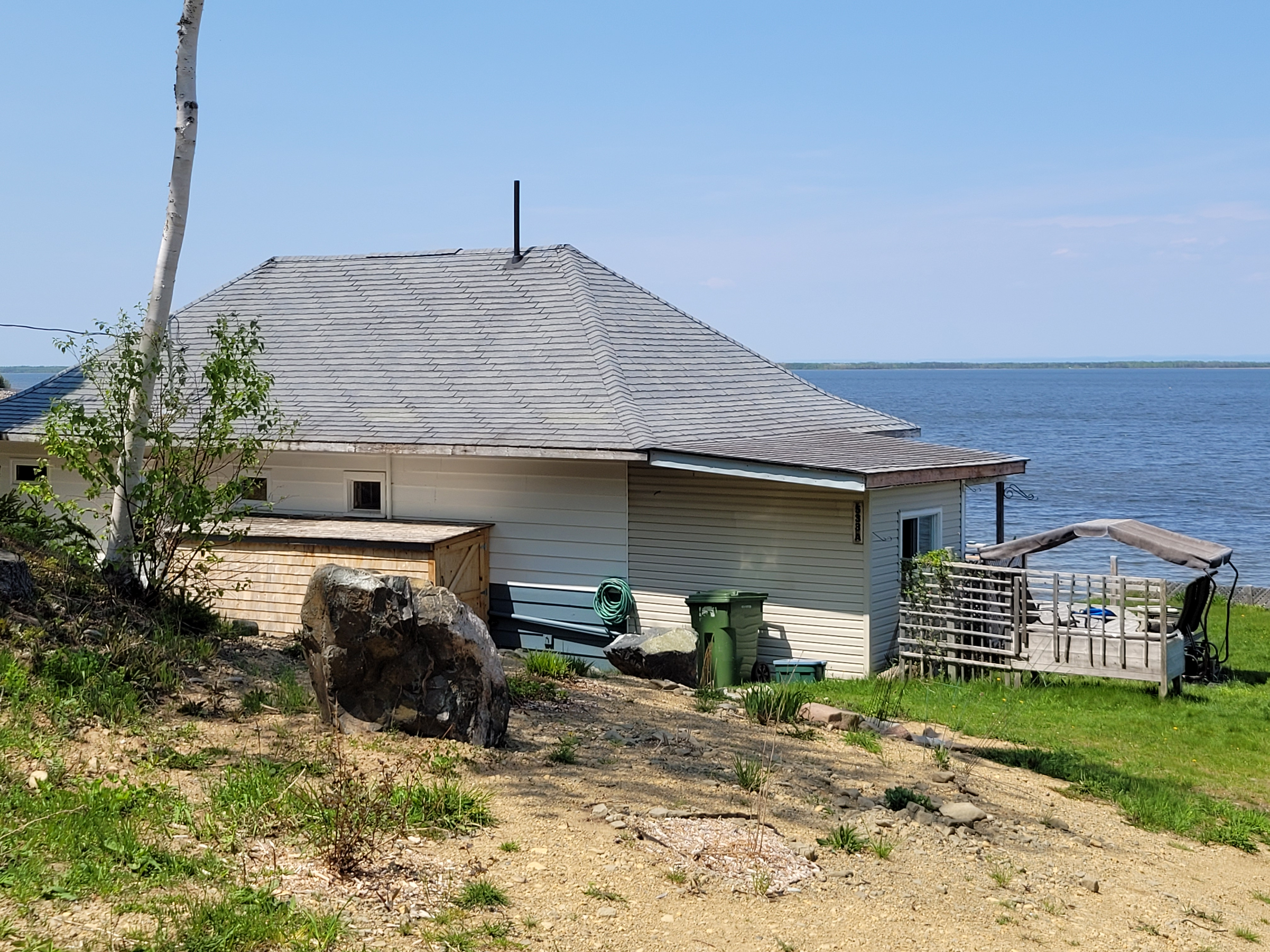
L'ancienne gare d'Inkerman, désormais une maison à Caraquet.

La ligne est complétée en novembre 1887, au coût de 1 013 500$. La cérémonie d'ouverture a lieu le 21 novembre 1887. En quittant Shippagan le même soir, le train décapite presque une personne.
Il y a des gares à Caraquet, Shippagan, Bathurst Junction et Burnsville ainsi que des débarcadères à Clifton, Stonehaven et New Bandon. Il y a un aller-retour par semaine, ensuite deux. Il y a dix déficits en 12 ans, et les deux autres années engrangent des revenus équivalents aux pertes. Le 2 décembre 1887, le train déraille sur le chemin du retour ; des wagons sont endommagés mais il n'y a aucun blessé.
Le 17 décembre, le train est bloqué sur le pont de la Petite rivière Caraquet par un banc de neige. Les employés décident de détacher la locomotive et de tenter de foncer dans le banc. Le train déraille, et, sur les treize personnes à bord, huit sont tuées et cinq sont blessées. Un accident survient sur le même pont le 13 janvier 1888, faisant 2 blessés. La compagnie décide de fermer le chemin de fer durant l'hiver, soit de février à mai. La femme d'une des victimes poursuit la compagnie quatre mois plus tard et gagne.
Le 10 mai 1888, la gare de Gloucester Junction brûle. Au printemps 1888, des gens se réunissent pour demander au gouvernement de forcer la compagnie à offrir un meilleur service. Un texte est publié le 24 avril 1888 dans les journaux et le service reprend le même jour.
La compagnie pose des clôtures à neige en 1889 pour empêcher que le service soit interrompu mais certaines personnes les dérobent.
Le 3 janvier 1889, la locomotive déraille à la sortie de Bathurst. K. F. Burns fonde la Gulf Shore Railway Company, pour relier Pokemouche à Tracadie. K. F. Burns est pointé du doigt et accusé d'avoir profité de l'argent, d'avoir fait dévier le parcours pour desservir son entreprise de Burnsville, d'offrir un service de faible qualité, d'avoir causé des morts et de payer ses employés avec des jetons.
K. F. Burns devient sénateur en 1893 et meurt le 23 juin 1895. Jacob White devient le président après la mort de Burns. La construction n'est pas encore commencée mais la demande pour réactiver la charte est accordée par le gouvernement provincial en 1894. La construction débute au printemps 1896. Le moulin J. B. Snowball à Tracadie, devient un bon client. Le chemin de fer Gulf Shore ne possède que les rails. Les gares, débarcadères, et opérations sont assurées par la Carauqet Railway Company. James Webster devient président de la Caraquet Railway Company. La construction est terminée à automne 1898, avec l'ajout de 2 milles vers le moulin de Sheila.
Le train est surnommé Caraquet Flyer, en raison des retards et du mauvais service. Le conseil municipal du comté doit changer la date de l'assemblée annuelle à cause du service irrégulier.
Le Collège Sacré-Cœur de Caraquet brûle dans la nuit du 30 au 31 décembre 1915. Il est reconstruit à Bathurst en partie à cause du mauvais service.
En 1902, le gouvernement fédéral achète le quai des Young à Caraquet. Ils sont améliorés en 1905.
Le moulin de Tracadie brûle en 1905 et n'est pas reconstruit. La compagnie accumule des dettes auprès de l'Intercolonial, en achetant et louant du matériel usagé. Cela force la Trust & Garantee company de Toronto à prendre la compagnie en tutelle. À la suite d'un procès, la compagnie doit payer ou fermer.
En 1905, le gouvernement provincial propose au gouvernement fédéral d'acheter la compagnie. En 1910, le gouvernement de Wilfrid Laurier fait voter une loi permettant au gouvernement fédéral de louer ou acheter les petits chemins de fer. Une autre tentative de vente a lieu le 29 septembre 1910. Le gouvernement provincial vote une loi le 13 avril 1911 pour fusionner les compagnies afin de former la Caraquet & Gulf Shore Railway. Des réunions publiques et des pétitions sont organisées entre 1917 et 1919. Le chemin de fer ferme de nouveau en hiver à partir de 1917. Il augmente ses pris et ferme l'embranchement vers Sheila.

### Canadien national
La ligne, consistant en les premiers 4,34 miles de la ligne Caraquet, devint l'embranchement Caraquet. En 1997, le Canadien National a vendu l'embranchement Caraquet au Chemin de fer de la côte est du Nouveau-Brunswick. L'embranchement fut ensuite raccourci à 4 miles et les rails furent complètement enlevés en 2005.
Le terrain de la ligne appartient actuellement au gouvernement provincial et est géré par le ministère des ressources naturelles.

## Projet

### Reconstruction
Des milliers de tonnes de marchandises sont transportées chaque année dans la Péninsule acadienne. N'ayant plus de chemin de fer, les entreprises doivent livrer par camion, ce qui peut parfois coûter très cher. Par exemple, le transport de la tourbe, l'un des principaux produits de la région, représente 70 % du coût du produit. L'essence coûtant de plus en plus cher, cela n'aide pas l'économie de la région.
En décembre 2006, Peter Swire, un promoteur originaire d'Hamilton en Ontario représentant divers investisseurs privés, visite la péninsule acadienne et rencontre différentes personnalités politiques et du monde des affaires afin de savoir si la reconstruction de la ligne serait appréciées. Peter Swire était le promoteur d'autres lignes de chemin de fer en Ontario. Après cette première rencontre, il effectue 8 autres voyages dans la région et rencontre 23 entreprises, 12 maires ainsi que des organismes d'urbanisme et de développement économique.
La Compagnie de chemin de fer de l'Acadie est officiellement incorporée le 1er octobre 2007, dans le but de reconstruire et d'opérer la ligne. Son sigle de l'AAR est toujours inconnu. Le projet, estimé à 300 millions de dollars canadiens, doit être entièrement financé par le secteur privé. 

### Nouveau tracé et installations
Le tracé est encore à l'étude. D'après les informations disponibles, une ligne de 53 miles de long partira de la jonction Gloucester, sur la ligne principale du Canadian National Railways ancien chemin de fer de la côte est du Nouveau-Brunswick, au sud de Bathurst (Nouveau-Brunswick). Ensuite, elle traversera la forêt jusqu'à Haut-Bertrand, dans le village de Bertrand. De là, la ligne ira de nouveau dans la forêt, jusqu'à une jonction au sud de la ville de Caraquet. Un embranchement ira au parc industriel de cette ville, et un autre ira au port de Bas-Caraquet. À partir de la jonction, la ligne principale va également continuer vers Inkerman Ferry, en passant par Évangéline. Là, la ligne principale se séparera en deux. Un embranchement ira à Shippagan, et un autre à Tracadie-Sheila, en traversant la rivière Pokemouche par le pont ferroviaire d'Inkerman. Des installations intermodales et des bureaux seront construits dans le parc industriel de Caraquet.

### Fréquence du service
Il y aura un service cinq jours par semaine sur toute la ligne, et plus si nécessaire durant les jours ouvrables. Le promoteur prévoit offrir un service quotidien pour les différents producteurs de tourbe. Il y aura également un service régulier pour l'importation de produits d'acier semi-finis et l'exportation de produits manufacturés. Peter Swire prévoit que la demande pourrait dépasser 100 wagons par jour. Rendus à Bathurst, les trains pourraient emprunter la ligne d'Halifax à Rivière-du-Loup du Canadian National Railways ancien Chemin de fer de la côte est du Nouveau-Brunswick, en direction de Montréal, permettant d'atteindre Chicago ou d'autres villes importante, ou vers Moncton au sud, reliant d'autres villes de l'Atlantique.

### Matériel
La compagnie possédera des locomotives neuves. Le modèle et le fabricant n'ont pas encore été décidés. Les wagons seront soit neufs, soit loués à d'autres compagnies. D'après les estimations, il sera nécessaire d'en acheter et d'en louer une centaine au départ, et d'en rajouter une cinquantaine par année.
Le réseau pourra éventuellement servir à accueillir des tramways ou des trains de passagers. D'après le promoteur, ce n'est pas la vocation première du réseau, mais il en a la capacité, et une petite étude a même été faite à ce sujet.

### Financement et construction
D'après Peter Swire, la construction ne nécessitera aucune subvention du gouvernement. De plus, les prévisions de livraisons sont assez bonnes pour permettre la survie de la ligne. Avec la hausse de la valeur du dollar canadien face au dollar américain, la construction coutera même quelques millions de dollars de moins que prévu.

### Impact socio-économique
Peter Swire a déjà convaincu plusieurs investisseurs d'ouvrir une usine de récupération d'électroménagers à Caraquet.